# Lohuec
Lohuec è un comune francese di 276 abitanti situato nel dipartimento delle Côtes-d'Armor nella regione della Bretagna. Situato a 440 km a ovest di Parigi.

## Società

### Evoluzione demografica
Abitanti censiti